# The Artic Convoy
The Artic Convoy (lit. ‘El comboi àrtic’) (títol original en noruec: Konvoi) és una pel·lícula de guerra i drama històric noruega de 2023, dirigida per Henrik Martin Dahlsbakken i protagonitzada per Anders Baasmo, Tobias Santelmann i Heidi Ruud Ellingsen. L'acció succeeix durant la Segona Guerra Mundial, quan un comboi es queda sol, sense escorta militar, camí cap a Arkhànguelsk a la  Unió Soviètica. El drama es desenvolupa al mar, on el capità Skar i la resta de la tripulació han de triar entre girar o mantenir el rumb. La pel·lícula està inspirada en fets reals, concretament en el comboi PQ-17 i el petroler Troubador. S'ha doblat i subtitulat al català.

## Llista de repartiment
- Anders Baasmo com a Skar
- Tobias Santelmann com a Mørk
- Heidi Ruud Ellingsen com a Ragnhild
- Adam Lundgren com a Johan
- Jakob Fort com a Evensen
- Fredrik Stenberg Ditlev-Simonsen com a Martinsen
- Jon Ranes com a Sigurd
- Preben Hodneland com a Lars
- Kristian Repshus com a Evensen
- Olav Waastad com a Erik
- Tord Kinge com Isaksen

## Producció
El 2020, l'Institut Noruec de Cinema (NFI) va donar suport a la pel·lícula atorgant-li 15 milions de corones noruegues, amb un pressupost total de 61,5 milions de corones noruegues. En aquell moment, John Andreas Andersen estava associat al projecte com a director, i Harald Rosenløw Eeg i Lars Gudmestad com a guionistes a través de Fantefilm Fiksjon AS. El projecte cinematogràfic es descriu com un «thriller magnífic i estressant». El Centre noruec per a la història de la navegació de guerra (Norsk senter for krigsseilerhistorie) va ser consultor de la pel·lícula.
La pel·lícula estava previst que es filmés a la primavera del 2022, però al gener del mateix any, la producció va tancar temporalment a causa de la incertesa que envoltava una nova onada d'infeccions de COVID-19. En un article periodístic del maig de 2023, es va confirmar que Henrik Martin Dahlsbakken en seria el director, amb Anders Baasmo, Tobias Santelmann i Heidi Ruud Ellingsen en els papers principals del repartiment de la pel·lícul que s'acabaria aestrenant aquell mateix any. Fins aquell moment, va ser la producció cinematogràfica més gran de Fantefilm.

### Font d'inspiració
La pel·lícula es va inspirar en els fets reals dels combois de Múrmansk que van navegar a l'Oceà Àrtic durant la Segona Guerra Mundial. El comboi PQ-17 i el petroler Troubador, amb el capità Georg Salvesen i el segon oficial Sigurd Carlsen, van servir com a font d'inspiració per a la història de la pel·lícula. El vaixell en si es va construir a imatge i semblança del vaixell-museu D/S Hestmanden. El personatge femení Ragnhild, interpretat per Heidi Ruud Ellingsen, està basat en el treball realitzat durant la guerra per la telegrafista Fern Sunde.

## Crítica
La pel·lícula va rebre crítiques, majoritàriament positives, per part de diversos diaris de Noruega. El Dagbladet va informar que: «[la pel·lícula] és una obra mestra estressant d'una obra de cambra al mar» i Cinema va dir que «[l'obra] és una experiència cinematogràfica intensa. S'enfila sota la teva pell i et porta als nervis. malson destrossat dels mariners que es dirigien a Múrmansk durant la Segona Guerra Mundial». L'Aftenposten va ser més crític i la va anomenar «exitosa emoció de guerra», però «els esdeveniments no resolts i poc fiables debiliten una narrativa de gènere d'una altra manera eficaç».
Dels mitjans de comunicació estrangers, ScreenAnarchy va informar que es tractava d'una experiència especialment positiva amb una nota de 4,5/5,5 i va dir que «el drama bèl·lic d'Henrik Martin Dahlsbakken és molt bo i provoca un esquinçament implacable dels nervis», mentre que Variety va ser més crític, li va donar una nota de 7/10 i va opinar que: «obtindran un capítol històric intrigant de ficció d'una manera que ofereix un entreteniment correcte, encara que menys la gravetat o l'emoció total d'aquest capítol segur que es mereix».

## Premis i nominacions
Durant els premis Amanda 2024, Lars Erik Hansen, Alex Hansson i Andreas Hylander van guanyar en la categoria de millors efectes visuals. La pel·lícula també va ser nominada en sis categories més: millor pel·lícula noruega, Amanda popular, millor actor secundari (Heidi Ruud Ellingsen), millor editor de so (Christian Schaanning i Peder Hammersborg), millor disseny d'escenografia/producció (Pål Petersen-Bergvik) i millor maquillatge/vestimenta (Inga Raslanaitė). El 2024 la pel·lícula va guanyar el premi Score Bernhard Wicki a l'Internationales Filmfest Emden-Norderney d'Alemanya.

## Conseqüències
Arran de la pel·lícula, va esclataar un cert interès pels mariners de guerra durant el conflicte. L'Arxiu del centre de pau i drets humans de Kristiansand i els productors de la pel·lícula van seguir buscant històries desconegudes de mariners de guerra. El Krigsseilerregisteret és un arxiu que documenta qui va treballar en quins vaixells, així com diaris i cartes personals.